# Altes Rathaus (Heimerdingen)

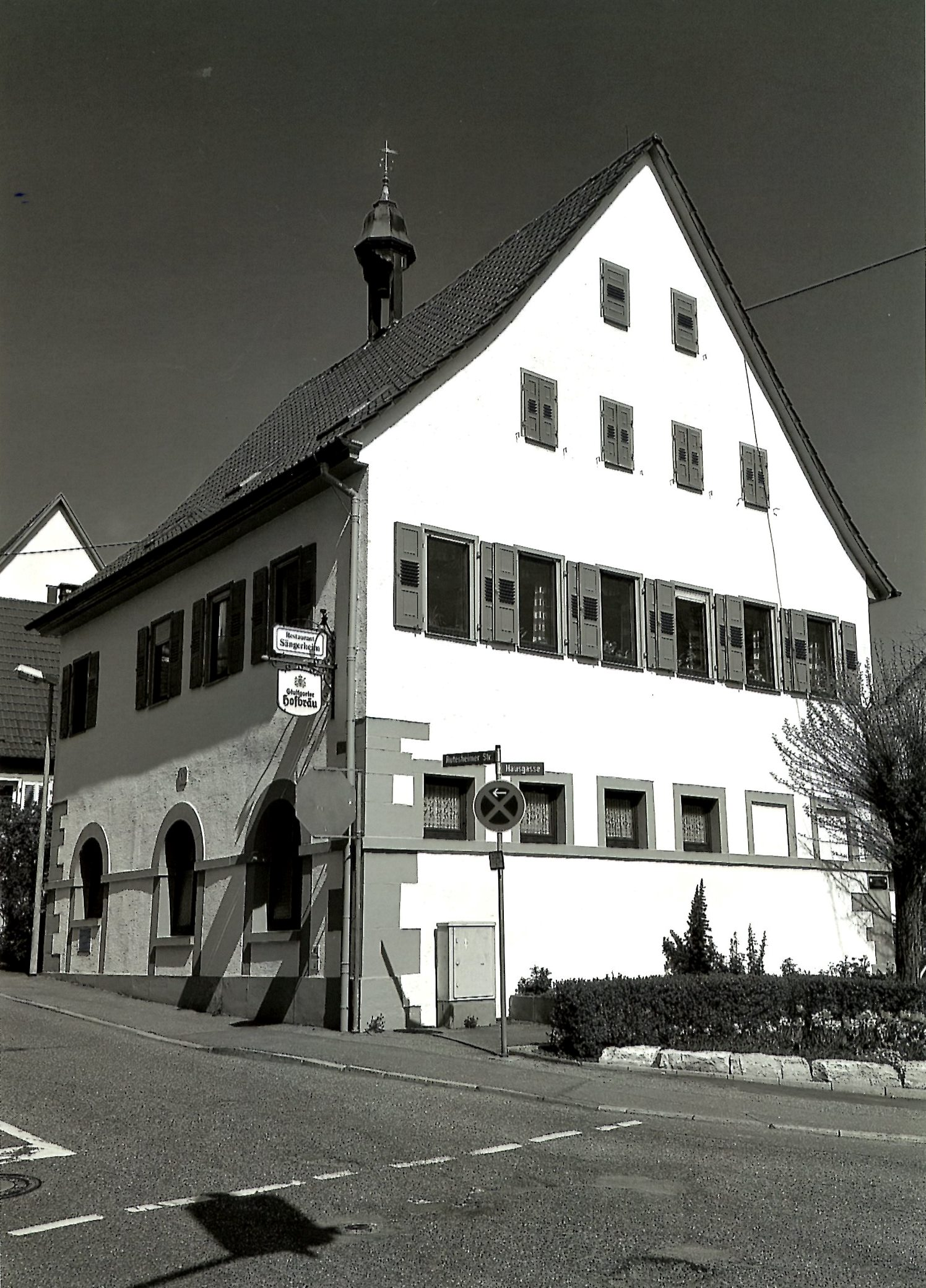
Altes Rathaus, 2017

Das Alte Rathaus ist der frühere Verwaltungssitz der ehemals selbständigen Gemeinde Heimerdingen (jetzt Ortsteil der Stadt Ditzingen), Baden-Württemberg.

## Geschichte
Das zweigeschossige, traufständige Gebäude wurde 1816 zunächst an anderer Stelle, 1855 am heutigen Standort in der Rutesheimer Straße 3 neu aufgebaut. Auf das Jahr 1816 verweist eine inschriftliche Datierung. Auf dem Satteldach trägt das Gebäude einen Dachreiter mit Glocke.
Bis 1968 diente der historische Bau als Rathaus und Feuerwehrgerätemagazin. Nach dem Umzug der Gemeindeverwaltung in das ehemalige Schulhaus in der Hindenburgstraße wurde er 1976 an den Gesangverein Liederkranz als Vereinsheim (Sängerheim) veräußert und im Obergeschoss eine Gaststätte untergebracht. Mit der Auflösung des Vereins am 12. Oktober 2022 ging das alte Rathaus wieder in das Eigentum der Stadt Ditzingen über.